# Schelde Vrij

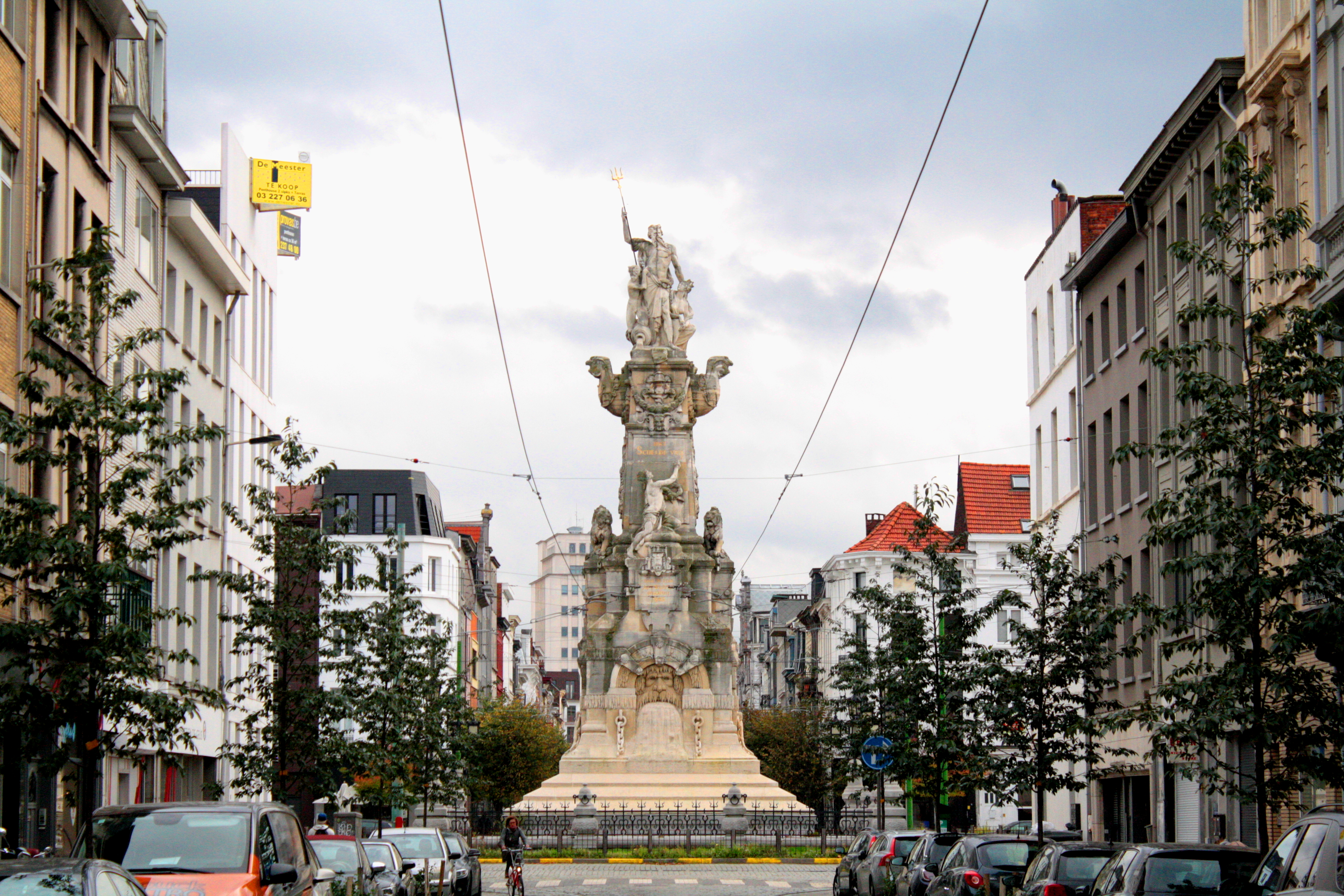
De Marnixplaats

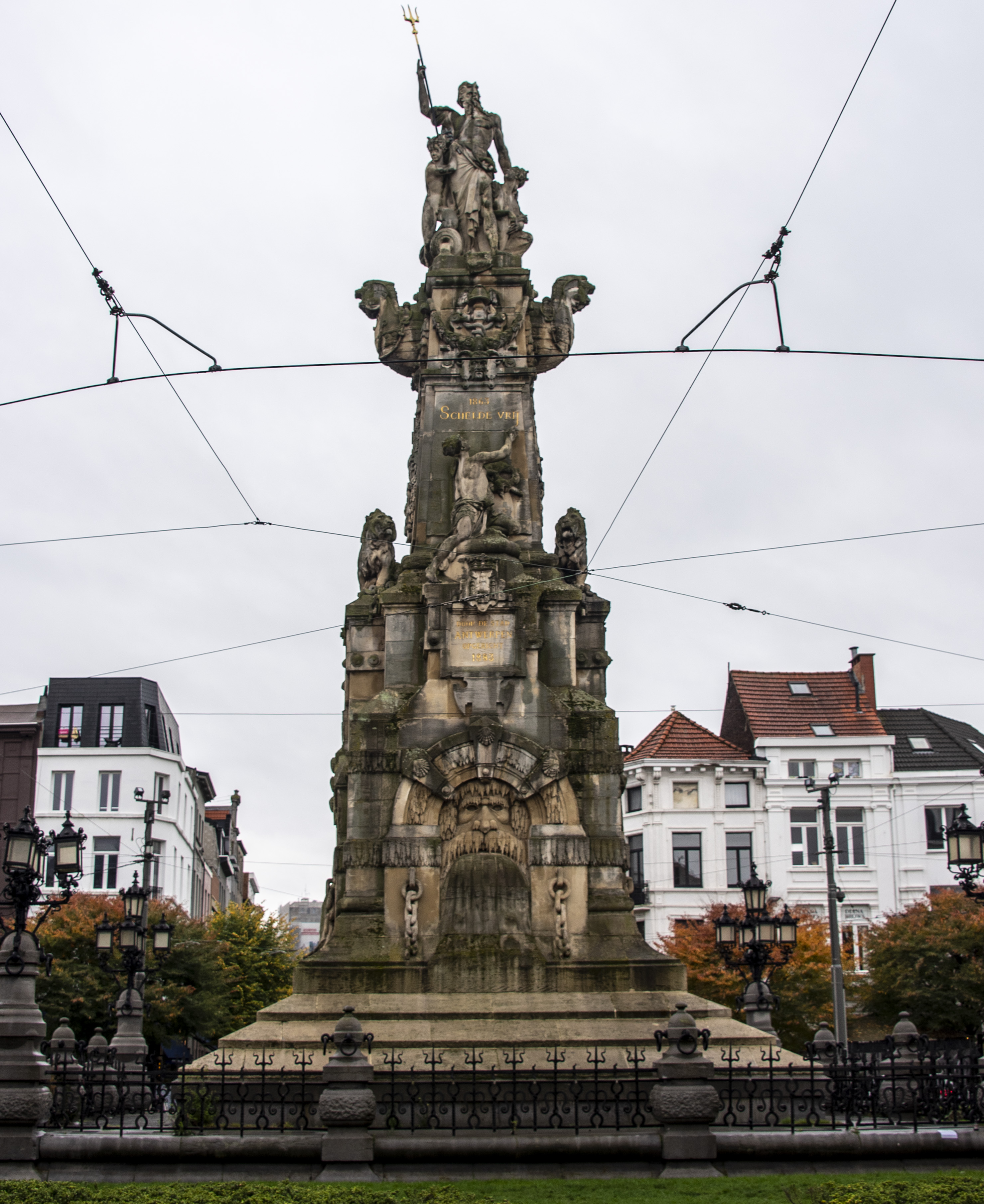
Monument Schelde Vrij

Schelde Vrij is een monument op de Marnixplaats in Antwerpen. Het beeld werd in 1873 ontworpen door architect Jean-Jacques Winders, in samenwerking met de beeldhouwer Louis Dupuis, die de leeuwen en medaillons maakte, Jacques De Braekeleer, die voor Neptunus en Mercurius zorgde en Frans Floris die de schrijvende vrouwenfiguur realiseerde. In 1883 werd het monument opgeleverd.

## Achtergrond
In 1863 kwam er een definitief einde aan de zogenaamde 'Sluiting van de Schelde', die in 1587 tijdens de Tachtigjarige Oorlog door de Republiek der Zeven Verenigde Nederlanden was ingesteld. Het afkopen van de laatste Scheldetol in 1863 door de Belgische regering werd als einde beschouwd van deze afsluiting. Voor de gemeente Antwerpen was dit aanleiding om in 1873 een ontwerpwedstrijd te organiseren voor een monument dat deze gebeurtenis herdacht. Uit de 12 inzendingen werd het ontwerp van Winders uitgekozen. Het was de bedoeling om in 1874 het monument te plaatsen, maar door technische problemen kon het pas in 1883 worden opgeleverd. Een jaar later werd nog het smeedijzeren hek toegevoegd.

## Beschrijving
Het monument is 20 meter hoog en beslaat een oppervlak - inclusief het hekwerk - van 15,5 bij 15,5 meter. Op een piramidevorm staat een vierkante sokkel met aan elke zijde een masker van een watergod die water spuwt door de doorgebroken ketting van de Schelde heen. Boven elk masker zit een medaillon met een tekst: aan de noordzijde staat de vermelding 'Door de stad Antwerpen opgericht 1883', terwijl de teksten op de andere drie zijden de namen vermelden van personen die een belangrijke rol hebben gespeeld in de opheffing van de Scheldesluiting, te weten minister Karel Rogier, baron Auguste Lambermont en burgemeester Filips van Marnix van Sint-Aldegonde. Bovenop deze sokkel staat een obelisk waarop een naakte vrouw de woorden '1863 Schelde vrij' schrijft. De obelisk bevat de portretten van Rogier, Lambermont en Sint-Aldegonde; aan de bovenzijde steekt de boeg van een schip aan weerszijden uit de obelisk.
Op de obelisk staat een beeldengroep van 7 meter hoog. Deze bestaat uit de zeegod Neptunus, geflankeerd door de god van de handel Mercurius en de stedenmaagd. Neptunus draagt een bronzen drietand.
Winders koos voor een eclectische stijl met onderdelen in neo-Vlaamse renaissancestijl. Volgens Winders was deze renaissancestijl het meest geschikt om de eigenheid van België te vertegenwoordigen en hij had de wens om de omliggende woonwijk in dezelfde stijl vorm te geven. Omdat hij onvoldoende middelen had om de grond aan de Marnixplaats te kopen, kon hij echter geen invloed uitoefenen op de uiteindelijke ontwerpen en kreeg het plein een neoclassicistische uiterlijk. Wel bouwde Winders in 1882 in de buurt van het plein zijn eigen woning in neo-Vlaamse renaissancestijl.